# Molophilus turritus
Molophilus turritus är en tvåvingeart som beskrevs av Alexander 1961. Molophilus turritus ingår i släktet Molophilus och familjen småharkrankar. Inga underarter finns listade i Catalogue of Life.